# Chakhchoukha
Ne doit pas être confondu avec Chakchouka.

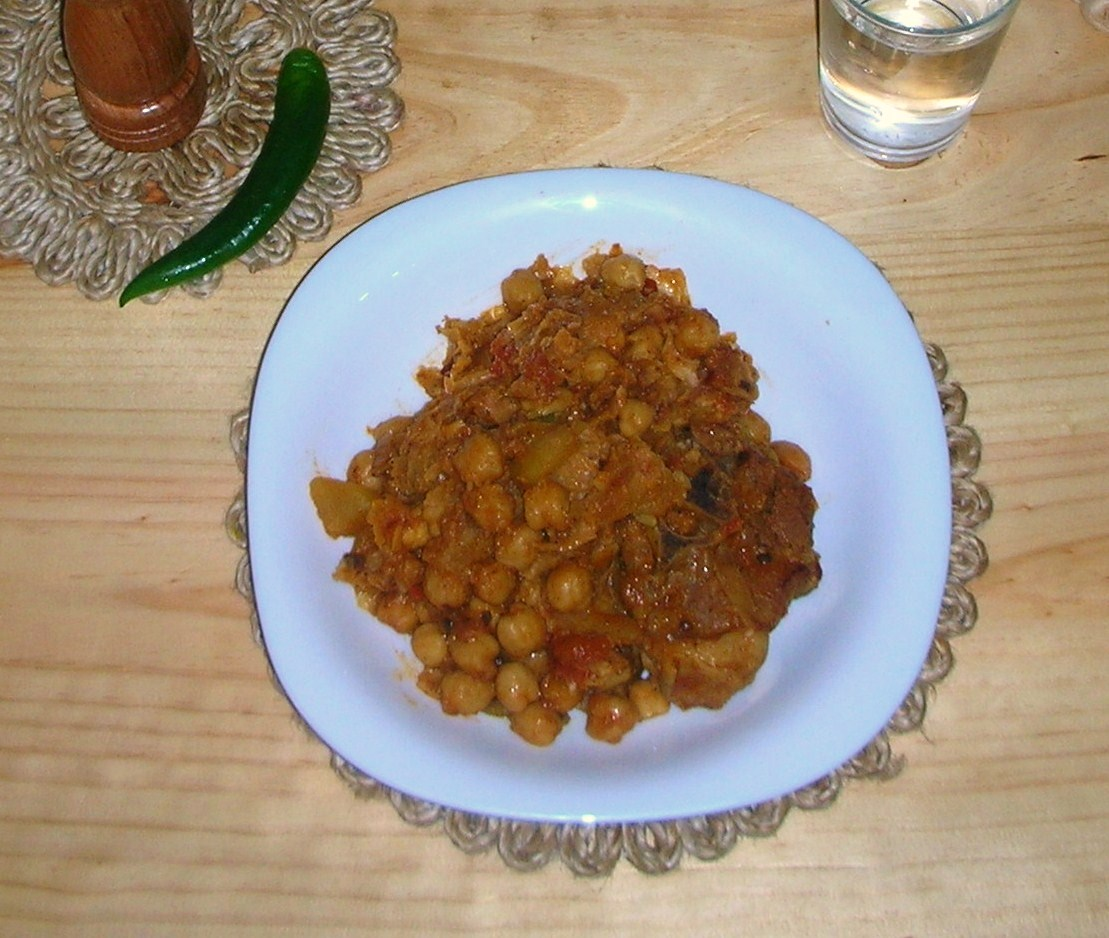
Chakhchoukha sur assiette individuelle.

La chakhchoukha ou rougueg (dans l'ouest de l’Algérie), est une spécialité culinaire algérienne.

## Description
La chakhchoukha est un mets de fête se composant de pâte de semoule émiettée, cuite à la poêle, arrosée de sauce tomate rouge à la viande, épicée, de pois chiches et, dans quelques régions, de courgettes, de carottes et de navets, de fèves ou encore de pommes de terre. Elle est parfois servie avec du lait fermenté (leben).
La chakhchoukha se prépare avec des feuilles de rougag, également appelées trid, rfiss ou khobz-ftir, des crêpes fines. Ces crêpes peuvent être dégustées seules, en accompagnement de thé ou de café, ou utilisées dans la confection d'autres plats, tels que le mchelwech.
Il existe plusieurs variétés de chakhchoukha selon les régions, comme dans les régions algériennes de Biskra, Constantine et Sétif, de Khenchela, de Batna, Annaba et El Oued, même dans le Mzab, le Hoggar, et bien plus encore, à Nefta en Tunisie. La différence consiste dans la nature de la pâte utilisée et dans la méthode de préparation, ainsi que dans l’ajout de fèves, propre à la variante tunisienne.
Il y a cependant une particularité distincte dans la variante de la ville de Batna, qui utilise une pâte différente de celle de la galette, qui elle est utilisée dans la région du Sahara. Il s’agit d’une sorte de crêpe cuite sur une plaque de fer. Cette variante est aussi très utilisée dans certaines villes limitrophes de la ville de Bou Saâda, telles que Batna, Barika, M'Sila, Biskra, etc.
La chakhchoukha est le plat culinaire par excellence à Biskra mais elle est aussi faite et appréciée dans tous les Aurès et à proximité. Ainsi, si elle est sensiblement identique à Batna, elle est tout autre à Constantine dans sa conception, ou encore à Bou Saâda ou M'sila. En Tunisie, à Nefta et à Tozeur, on ajoute le plus souvent des fèves dans la garniture.

## Étymologie
Le nom du plat provient de la langue punique : en effet, shakshek se retrouve en phénicien et veut dire « mélanger ». Le nom du plat en arabe serait emprunté à la langue punique elle-même apparentée a la langue arabe,. Quant au nom utilisé dans l'ouest, rougueg, il tire son étymologie de l'arabe dialectal algérien.
On peut penser à une origine onomatopéique que l’on retrouve dans le monde turcophone avec tchakhtchukh pour le « frou-frou des soies ou d’étoffe neuve » en ouzbèk de Boukhara.
On trouve différentes variétés locales, telles que la chakhchoukha de Biskra ou la chakhchoukha de Constantine en Algérie.

## Histoire
Le plat serait originaire de Biskra et serait une variante du tharîd, un plat à base de pâte fine ou de pain.
En effet, la pâte utilisée pour le plat, à base de pâte de semoule émiettée, serait l'évolution de la pâte utilisé par les Bédouins arabes pour le tharid, ayant évolué avec le temps et les conditions climatiques,.

## Consommation
La chakhchoukha se déguste à travers le monde, notamment aux États-Unis.
Ce plat est populaire l'été, saison pendant laquelle les tomates abondent.